# Saint-Martin-le-Châtel
Saint-Martin-le-Châtel – miejscowość i gmina we Francji, w regionie Owernia-Rodan-Alpy, w departamencie Ain.

## Demografia
Według danych na styczeń 2012 roku gminę zamieszkiwały 823 osoby, a gęstość zaludnienia wynosiła 64,4 osób/km².